# تاكو
تاكو (بالإسبانية: Taco)‏ وهو طعام تقليدي من المطبخ المكسيكي يرتكز على خبز الذرة أو تكون مطوية على ترتية. التاكو قد يصنع من مجموعة متعددة من الحشوات كاللحم والدجاج والمأكولات البحرية والخضروات والجبن مقدمة تنوعا وتعددا في الطعام. التاكو في الغالب يؤكل بدون وجود أوعية، وإنما يؤخذ ويمسك في طرفي الخبزة أو تُرتية و يؤكل. أيضا احياناً يزين التاكو في بعض المحتويات كـالصلصات والأفوكادو أو القواكامول والكزبرة والبندورة والبصل والخس.
كلمة تاكو في الإيطالية تتشابه في النطق وتختلف في المعنى مع كلمة تاكو في اليابانية، فتاكو (بالإنجليزية: Tako)‏ في اليابانية تعني اخطبوط كما هو الحال في موقع الألعاب تاكو الألعاب و الذي يقصد فيه الاخطبوط.

## معرض صور

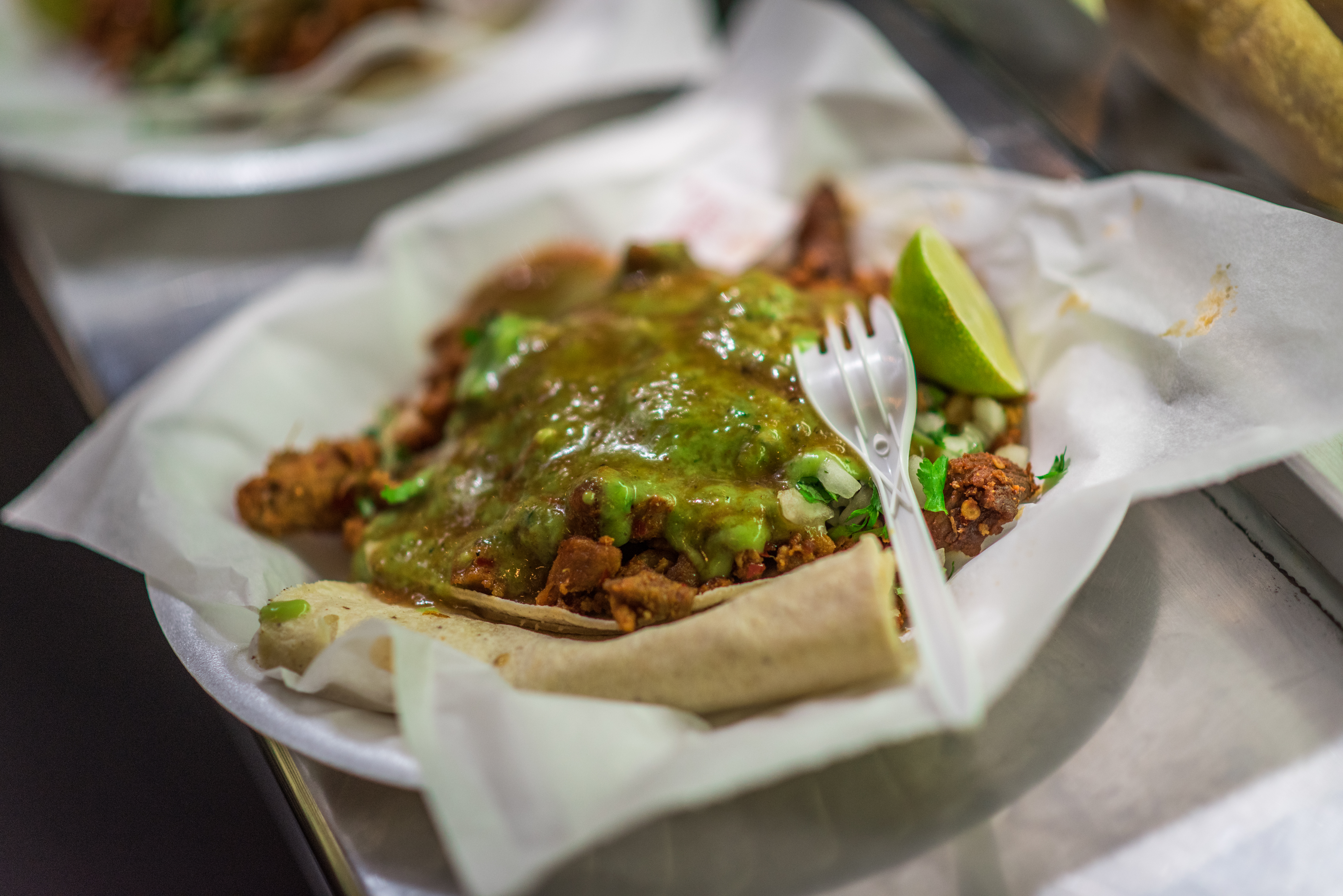
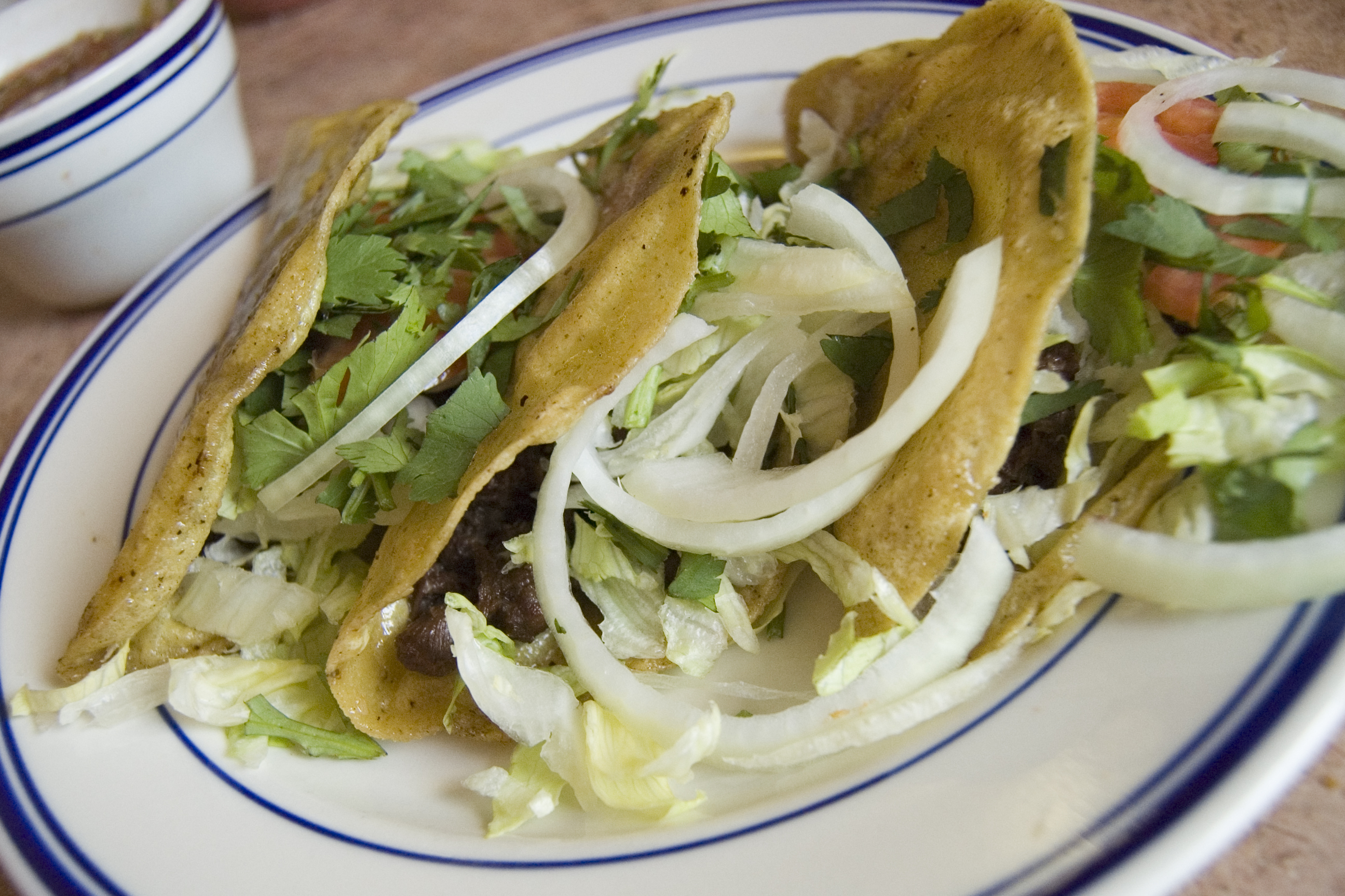
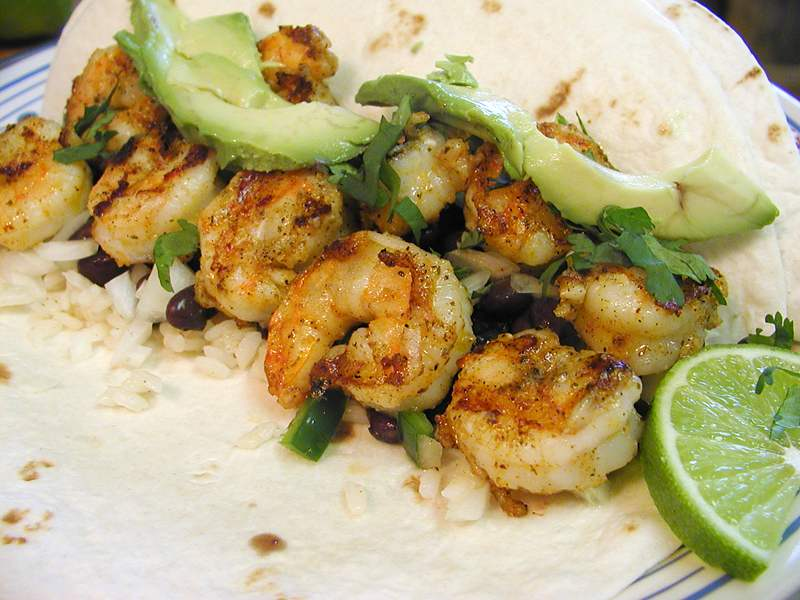
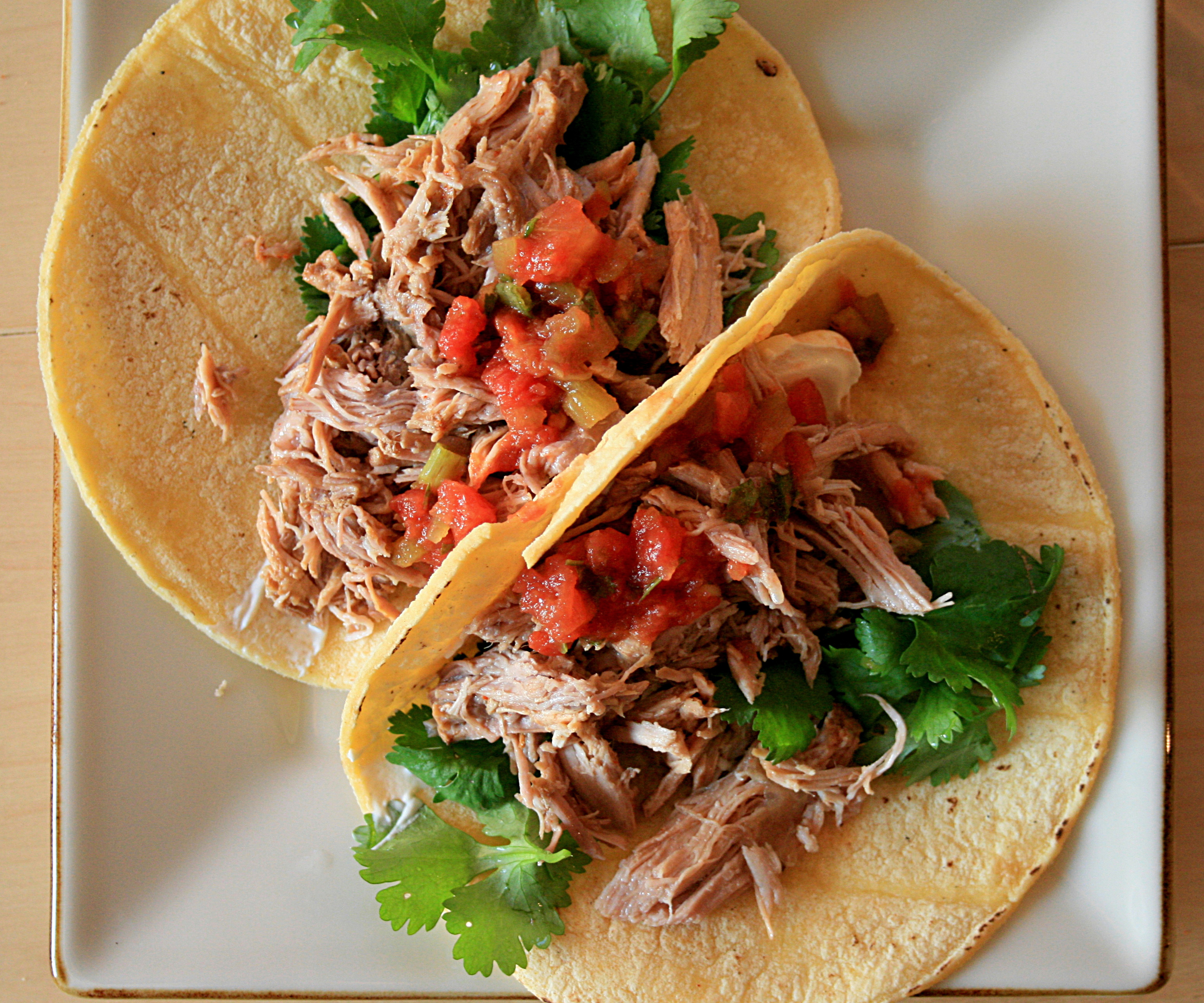
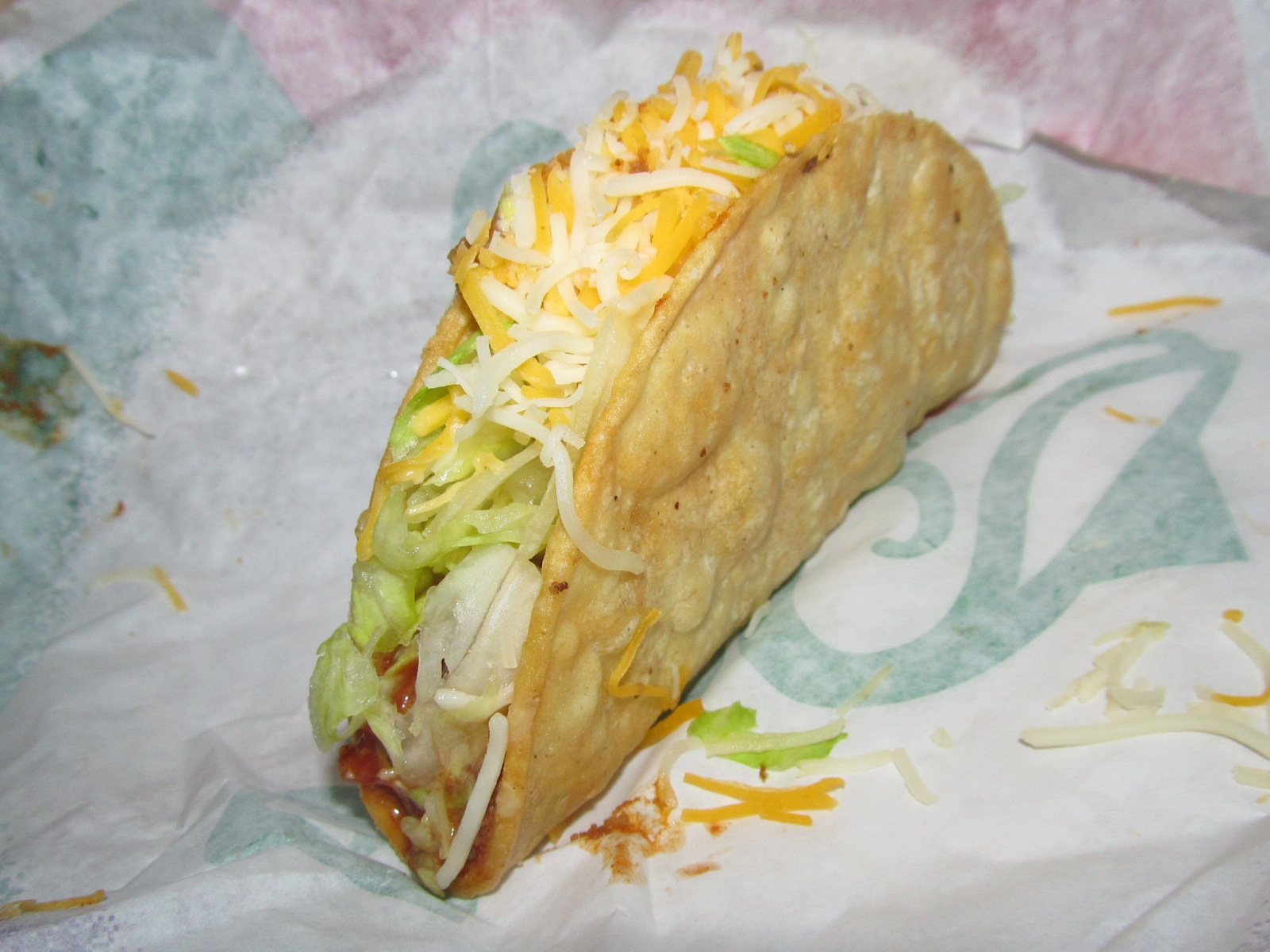

## اقرأ أيضًا
- بيادينا روماجنول [الإنجليزية]
- شطيرة
- بوريتو